# A. K. Chesterton
Arthur Kenneth Chesterton, né le 1er mai 1899 à Krugersdorp (République sud-africaine) et mort le 16 août 1973 à Londres (Royaume-Uni) est un journaliste et militant politique britannique.
De 1933 à 1938, il  appartint au British Union of Fascists (BUF), formation qu’il quitta après s’être désillusionné d’Oswald Mosley. En 1954, il fonda la Ligue des loyalistes de l’Empire, laquelle se fusionna en 1967 avec un éphémère Parti national britannique pour constituer le Front national britannique. Parallèlement, il créa et dirigea la revue Candour, succédant à Truth, dont il avait été coéditeur.

## Biographie

### Jeunesse et éducation
Arthur Kenneth Chesterton nait le 1er mai 1899 à Krugersdorp, en  République sud-africaine, issu de l’union d’Arthur George Chesterton (1871 – 1900), scribe de la mine aurifère locale, et d’Harriet Ethel Chesterton (née Down),. Il était le cousin germain de l’écrivain et poète G. K. Chesterton ainsi que du gazetier Cecil Chesterton, son aïeul paternel n’étant autre que le frère aîné d’Edward, père des deux susnommés. Le jeune Arthur Kenneth portait ses deux cousins en singulière estime, tenant Cecil pour son « modèle ».
Peu après le déclenchement de la Seconde Guerre des Boers, survenu en octobre 1899, Chesterton et sa mère furent envoyés en Angleterre. Son père, quant à lui, meurt prématurément des suites d’une pneumonie, à l’âge de 28 ans, alors qu’il entreprenait le voyage pour les rejoindre. En mai 1902, une fois le conflit achevé, Chesterton retourna à Krugersdorp en compagnie de son oncle paternel et de sa mère. Celle-ci se maria avec un administrateur minier écossais, George Horne, et la famille ainsi recomposée s’établit à Witwatersrand, non loin de Johannesburg. En 1911, alors qu’il avait atteint l'âge de 12 ans, Chesterton fut de nouveau expédié en Angleterre afin de demeurer auprès de son aïeul paternel, résidant à Herne Hill. Il fréquenta le Dulwich College, puis la Berkhamsted School, située dans le Hertfordshire, où il eut pour condisciples Ben Greene et Rex Tremlett.

### Première Guerre mondiale
En octobre 1915, la mère et le beau-père de Chesterton lui rendent visite en Angleterre, et il les convainc de le ramener en Afrique du Sud. Peu après son débarquement, le jeune homme, animé d’une ardeur martiale, résolut de s’enrôler sous les drapeaux. Toutefois, n’ayant pas encore atteint la majorité légale — il n’était âgé que de seize ans —, il altéra son âge afin d’intégrer le 5e régiment d’infanterie légère sud-africaine, en vue de combattre dans l’Afrique orientale allemande. Dans ses mémoires, Chesterton évoque deux engagements contre les forces allemandes : la bataille de Salaita Hill, le 12 février 1916, ainsi que celle de Latema Nek, les 11 et 12 mars 1916. Au cours d’une marche épuisante cette même année, il défaillit, terrassé par la fièvre, et fut abandonné au bord de la route, laissé pour mort. Par un heureux hasard, deux porteurs africains le recueillirent et le firent transporter jusqu’à sa famille à Johannesburg, où il put se rétablir.
Après une convalescence qui lui permit de recouvrer ses forces, Chesterton, alors âgé de 17 ans, résolut de reprendre du service sous les drapeaux. Il gagna l’Irlande afin d’y parfaire son instruction militaire au sein d’un bataillon de cadets. Dès août 1918, il se vit conférer le grade de sous-lieutenant et fut affecté au 2/2 bataillon du City of London Regiment, régiment des Royal Fusiliers. Il passa plus de deux années à guerroyer sur le front de l'ouest, où sa conduite valeureuse lui valut, au déclin du conflit, d’être décoré de la Croix militaire pour sa bravoure lors des combats d’Épehy, les 18 et 19 septembre 1918. En cette occasion, il commandait un peloton chargé de soutenir l’assaut contre une position allemande établie aux abords du village de Pozières, en France. La relation officielle de ses hauts faits, consignée dans la London Gazette en juillet 1919 — soit huit mois après la cessation des hostilités —, s’énonce en ces termes :
 
Après l’achèvement du conflit mondial, Chesterton fut affligé de symptômes chroniques de paludisme et de dysenterie, séquelles de sa campagne en Afrique orientale, ainsi que d’infirmités respiratoires persistantes consécutives à une exposition aux gaz toxiques sur le front européen. À l’instar de nombre de ses frères d’armes, il sombra dans l'alcoolisme, entrecoupée d’accès de « mélancolie nerveuse » et de crises de « neurasthénie ». Hanté par les horreurs de la guerre des tranchées, il confia être en proie à des songes réitérés peuplés de charognes et en vient à percevoir le monde comme une « vaste nécropole ».

### Carrière de journaliste
Peu avant son vingt-et-unième anniversaire, survenu en 1919, Chesterton regagna l’Afrique du Sud, où il exerça la profession de journaliste pour The Johannesburg Star. De retour en Angleterre en 1924, il se plaça sous l’égide de G. Wilson Knight, ce qui lui permit de se forger une renommée en tant qu’exégète shakespearien. Il obtint ensuite un emploi de chroniqueur et de critique festivalier au Stratford-upon-Avon Herald, avant d’être engagé comme officier des relations publiques au Royal Shakespeare Theatre. En 1928, il assuma la direction éditoriale de la revue mensuelle Shakespearean Review, éphémère publication au sein de laquelle il développa ses thèses sur la décadence des lettres et des arts.
En 1929, Chesterton fit la connaissance de sa future épouse, Doris Terry, une institutrice originaire de Torquay. Les deux conjoints marient en 1933 et emménagèrent par la suite à Kingston upon Thames. Doris, adepte des thèses socialistes fabiennes, ne partageait pas les convictions politiques que son époux développa dans la suite de son existence.
Entre 1929 et 1931, il œuvra comme journaliste au Torquay Times et assuma la présidence de la section du South Devon au sein du National Union of Journalists. En novembre 1933, alors qu’il était encore attaché au Shakespeare Memorial Theatre, Chesterton adhéra à la British Union of Fascists (BUF). Son ralliement à cette organisation fut facilité par Rex Tremlett, ancien condisciple de Berkhamsted et alors rédacteur en chef des feuilles fascistes Fascist Week et The Blackshirt.

### British Union of Fascists
Six mois après son adhésion au British Union of Fascists (BUF), Chesterton se vit confier la charge du Warwickshire et du Staffordshire, puis, en avril 1934, celle de la « région des Midlands » au sein du parti. Oswald Mosley, chef du BUF, le désigna par la suite à la direction de la propagande de presse, subdivision du département de propagande, avant de l’élever, en mars 1935, au « Répertoire de recherche » — cercle restreint où se formaient les desseins stratégiques du mouvement. Cependant, au printemps de cette même année, Chesterton retomba en proie à l’ivrognerie. Il arrivait fréquemment au siège du BUF « en état d’ébriété », au point que plusieurs membres réclamèrent son exclusion. En juillet, le journal Blackshirt rapporta, avec une discrétion teintée d’euphémisme, que Chesterton « prenait un repos bien mérité, sur injonction formelle de son médecin ». Mosley, soucieux de le soustraire à ses démons, finit par défrayer les coûts d’une cure auprès d’un neurologue en Allemagne.
Après son retour en Grande-Bretagne en avril 1937, Chesterton se voit conférer, dès juin, le titre de « directeur de la publicité et de la propagande », puis, en août, celui de rédacteur en chef du Blackshirt. Cette fonction lui offrit une tribune propice à déployer une rhétorique antisémite toujours plus véhémente, voire invective, le périodique allant jusqu’à présenter Les Protocoles des Sages de Sion comme « le plus prodigieux ouvrage jamais imprimé ». Il composa également la biographie officielle de Mosley, intitulée Oswald Mosley : Portrait d’un chef (1937), œuvre qui tient davantage de l’hagiographie, où il exalte le dirigeant du British Union of Fascists, lui prêtant un « esprit indomptable, une grandeur de courage et de fermeté », et concluant son opuscule par cette apostrophe : « Salut, Mosley, patriote, révolutionnaire et guide des hommes ! ».

### Seconde Guerre mondiale
À la fin des années 1930, Chesterton se désabusa peu à peu du mythe du « Leader » et s’affranchit de sa confiance envers Mosley après 1937. Le 18 mars 1938, il se démit de ses fonctions au sein du BUF ; Mosley vit bientôt son souvenir s’effacer des annales du parti. Cette même année, Chesterton assista à une assemblée de la National Socialist League (NSL), laquelle publia sa plaquette intitulée Pourquoi j’ai quitté Mosley en 1938, bien qu’il n’ait jamais adhéré à cette organisation. Il s’impliqua dès lors dans le British Council against European Commitments (BCAE), mouvement antibolchevique éclos durant la crise de Munich pour contrecarrer l’éventualité d’un conflit avec l’Allemagne, et collabora au New Pioneer, gazette éditée sous l’égide de Lord Lymington.
En juin 1939, Chesterton institua son propre cercle, le British Vigil. Il prenait régulièrement la parole lors des assemblées de la Ligue nordique et s’impliqua dans le Right Club, une société clandestine établie en mai de la même année, dans le dessein de fédérer les diverses organisations britanniques de droite sous une même bannière. Sir Archibald Ramsay, instigateur dudit Right Club, en exposa la doctrine et les visées en ces termes :
« L'objectif principal du Right Club était de s'opposer aux activités du judaïsme organisé et de les dénoncer, à la lumière des preuves dont j'ai eu connaissance en 1938. Notre premier objectif était de débarrasser le Parti conservateur de toute influence juive, et le caractère de nos adhésions et de nos réunions s'inscrivait strictement dans cet objectif. »
En 1939, à l’orée de la Seconde Guerre mondiale, Chesterton se réenrôla dans les rangs de l’armée britannique, où il fut affecté au Kenya et au Somaliland. Il retomba en proie à l’alcoolisme et, au printemps 1943, se résolut à abandonner sa commission pour cause d’indisposition. De retour en Grande-Bretagne, il fonda le Front national après la Victoire (NF après V), organisation éphémère, avant de s’impliquer dans la résurgence du Parti du peuple britannique.
Chesterton postula pour un emploi à la BBC, mais le MI5 intercéda afin qu’il ne soit pas engagé. Il obtient ensuite un poste de sous-rédacteur au Sheffield Evening Telegraph, mais une crise de paludisme l’astreint à se démettre de ses fonctions. Par la suite, il œuvra pour le Southport Guardian ainsi que pour le Liverpool Evening Express, tout en collaborant épisodiquement, à titre de journaliste indépendant, à divers périodiques, notamment The Weekly Review, afin d’accroître ses revenus. En août 1943, le Daily Worker publia une violente diatribe à son encontre, l’imputant de trahison en raison de ses anciens liens avec William Joyce. Chesterton intenta un procès en diffamation contre le Daily Worker ainsi que contre le Jewish Chronicle, lequel avait relayé ces accusations. Faute de subsides suffisants, l’action judiciaire fut abandonnée, bien qu’il parvient à obtenir des excuses formelles. En septembre 1944, il fut nommé rédacteur en chef adjoint de Truth, publication où il exerça sa profession jusqu’à son départ.

### Activisme d'après-guerre
En février 1945, Chesterton concourut à la fondation du Front national, une conjonction de menues factions fascistes œuvrant dans la clandestinité, dont les desseins politiques incluaient l’édification d’une « économie nationale et impériale » robuste, la préservation des traditions chrétiennes et la quête d’une « solution honorable, équitable et pérenne » au « véritable problème juif ». Ce mouvement eut d’abord pour meneur Collin Brooks, avant que Chesterton n’en prît les rênes.
De 1950 à 1958, Chesterton rédigea, pour chaque livraison du Journal of the Royal United Services Institution — périodique aujourd’hui plus couramment désigné sous l’appellation RUSI Journal — une chronique récurrente intitulée « La situation internationale ».
Chesterton devint conseiller littéraire de Lord Beaverbrook, lequel lui octroya des emplois au Daily Express et à l’Evening Standard. Il composa son autobiographie, Don't Trust To Luck (1954), en qualité de nègre. En octobre 1953, alors qu’il était encore au service de Beaverbrook, il fonda la revue Candour, laquelle paraît encore aujourd’hui, bien que de façon plus sporadique depuis 2012. Il affirma que Beaverbrook l’aurait congédié après avoir eu vent de l’existence de Candour ; à la vérité, son contrat vient à expiration en janvier 1954 et ne fut pas renouvelé.
À la suite de l’effondrement du National Front, miné par de sourdes luttes intestines, Chesterton fonde en 1954 la Ligue des loyalistes de l'Empire (LEL), un cénacle politique voué à l’influence et rassemblant maints futurs chefs de file de l’extrême droite britannique, tels Colin Jordan, John Bean, John Tyndall ou encore Martin Webster. Ce mouvement se fit connaître en ces années 1950 par ses agissements tapageurs, n’hésitant point à troubler les assemblées conservatrices en vociférant des apostrophes telles que « Sauvez l’Empire ! » ou « Traîtres conservateurs ! ».

### Années 60
En juillet 1965, Chesterton publia The New Unhappy Lords, une étude qu’il présentait lui-même comme une analyse des « élites du pouvoir ». Selon l’érudit Graham Macklin, cet ouvrage se mue en une « diatribe antisémite, bien écrite quoique virulente, dépeignant une conjuration occulte et subversive menaçant l’Empire britannique et la civilisation occidentale tout entière ». Chesterton y avançait que, derrière le voile, se tramait l’établissement d’un super-État juif à l’échelle mondiale. Après la déroute de l’Allemagne nazie, qu’il imputait à sa « rébellion contre la puissance de l’argent », il soutenait que l’Empire britannique et le Commonwealth demeuraient les ultimes remparts contre cette conspiration financière mondiale, principalement en vertu de leur système de préférence impériale. L’ouvrage fut accueilli par de sévères réprobations dans la presse généraliste, mais il s’écoula toutefois à plus de 17 000 exemplaires en juin 1969. À l’instar d’A Choice Not an Echo de Phyllis Schlafly, paru une année auparavant, ce livre compta parmi les premiers à désigner le groupe Bilderberg comme un acteur central dans les théories de complot mondialistes, contribuant ainsi à ancrer cette notion dans certains milieux.
Après avoir échoué à obtenir des succès électoraux lors des scrutins généraux de 1966, Chesterton fonda, en février 1967, un second Front national (NF). Il en fut élu premier président et en demeura le directeur politique jusqu’en 1970. Ce nouveau parti rassembla la Ligue des loyalistes de l'Empire et le Parti national britannique. Une faction de la Racial Preservation Society choisit de s’y agrèger, mais les éléments les plus radicaux, ainsi que les figures ouvertement néonazies telles que Jordan, Tyndall ou Webster, en furent exclus afin d’éviter que l’opinion ne s’émût. Toutefois, dès juin 1967, Chesterton se résolut à admettre Tyndall et les membres du Greater Britain Movement (GBM) au sein de l’organisation.

### Vie ultérieure et mort
À l’automne de sa vie, Chesterton vit son état de santé s’altérer progressivement en raison d’un emphysème contracté lors d’une exposition aux gaz toxiques durant la Première Guerre mondiale. Il séjournait alors par intermittence dans son pays natal, l’Afrique du Sud. C’est alors qu’il prenait quelque repos en ces terres qu’une faction, menée par Gordon Brown — jadis membre du GBM de Tyndall —, entama une campagne visant à contester sa magistrature. Conscient de la ténuité de son soutien, Chesterton se résolut à abdiquer ses fonctions en 1970.
Chesterton consacra le crépuscule de son existence à la direction éditoriale de Candour, jusqu’à sa mort, terrassé par un emphysème, le 16 août 1973, à l'âge de 74 ans.

## Points de vues
Selon l’historien Richard Thurlow, « l’étrange amalgame de racisme, d’ethnocentrisme et de théorie conspirative qui imprègne sa conception raciale, joint à un paternalisme, un monarchisme (notamment sa vénération pour Édouard Ier, artisan de l’expulsion des Juifs d’Angleterre), un pessimisme culturel, un darwinisme social et une dialectique argumentative dans sa pensée politique, relève davantage des schèmes mentaux propres au conservatisme allemand pré-nazi qu’à aucune doctrine équivalente en Angleterre.
Après le conflit mondial, Chesterton renia toute affiliation au fascisme et réfuta avec vigueur les imputations lui prêtant l’adhésion à un quelconque dessein « néofasciste ». Il atténua l’emploi de figures antisémites jadis présentes dans ses œuvres d’avant-guerre, bien que les Juifs demeurassent l’objet central de ses thèses conspirationnistes. Dépeints comme « infiniment plus parasites et corrompus qu'aucun nourrisson ne saurait l’imaginer » dans son ouvrage Blackshirt (1935), ils étaient encore désignés, en son livre The New Unhappy Lords (1965), comme « les principaux instigateurs de l’intégration forcée de peuples aux souches raciales hétérogènes ».
Bien qu’il reconnu, en 1973, que « tout écrivain juif compétent peut tourner en dérision les vaines tentatives de prouver l’authenticité » des Protocoles des Sages de Sion, Chesterton tenait néanmoins ce faux tsariste, forgé à des fins antisémites, pour une « analyse magistrale des défaillances de la société des Gentils », ainsi qu’il l’écrivit dans The New Happy Lord (1965). Toutefois, sur le tard de son existence, il en vint à juger que le recours à un antisémitisme grossier constituait un « empêchement et un péril » pour le mouvement nationaliste.

## Influence
John Tyndall, fondateur du Parti national britannique (BNP) en 1982, déclara en 1971 : « Sans conteste, quelle que fût ma compréhension des choses politiques, je la dois bien davantage à AK qu’à quiconque. » Tyndall ne cessa, jusqu’à son trépas en juillet 2005, de préconiser la lecture des œuvres de Chesterton. Martin Webster, qui assuma la charge d’organisateur des activités nationales du Front national de 1969 à 1983, souligna en 2009 « l’influence notoire » qu’eut sur lui l’ouvrage de Chesterton, The New Happy Lord, « car il nouait les fils de ce qui advient, des causes et des acteurs. ». Chesterton entretint par ailleurs une longue amitié avec Revilo P. Oliver ; leur correspondance se poursuivit assidûment jusqu’à la mort du premier, survenue en 1973.

## Travaux
Les écrits de Chesterton (comprenant certains textes n’ayant paru qu’en la revue Candour) furent réimprimés par l’AK Chesterton Trust à compter de l’an 2013. En 1945, l’auteur composa une satire à l’encontre du parti travailliste sous le pseudonyme de Caius Marcius Coriolanus, emprunté à la tragédie shakespearienne du même nom. Cet opuscule fut édité par Dorothy Crisp, femme de lettres et membre de la British Housewives League.
Livres
- Aventures dans l'appréciation dramatique (1931)
- Brave Enterprise : Une histoire du Shakespeare Memorial Theatre, Stratford-upon-Avon (1934)
- Credo d'un révolutionnaire fasciste (1935)
- Oswald Mosley : Portrait d'un leader (1937)
- Pourquoi j'ai quitté Mosley (1938)
- Pas d'abri pour Morrison [une pièce de théâtre]. Londres : Dorothy Crisp &amp; Co., Ltd. (1945)

Publié sous le pseudonyme de Caius Marcius Coriolanus.
- La menace du pouvoir de l'argent : une analyse du gouvernement mondial par la finance (1946)
- Alternative pour la Grande-Bretagne (1946)
- Juma le Grand (1947)
- L'importance d'être Oswald (1947)
- La tragédie de l'antisémitisme, avec Joseph Leftwich (1948)
- Sonnez l'alarme ! Un avertissement aux nations britanniques (1954)
- L'Empire en lice (1954)
- La menace du gouvernement mondial et le cimetière britannique (1957)
- Demain. Un plan pour l'avenir britannique (1961)
- Les Nouveaux Seigneurs Malheureux : Une exposition de la politique du pouvoir (1965)
- Le suicide du marché commun (1971)
- BBC : Une menace nationale (1972)
- Face à l'abîme (posthume ; 1976)
- Le fascisme et la presse (posthume; 2013)

Articles
- Revue trimestrielle de l'Union britannique, vol. 1, n° 2, avril/juin 1937, pp. 45–54.

Pamphlets
- Non coupable : compte rendu du procès historique sur les relations raciales aux assises de Lewes en mars 1968 (1968)

Pièces de théâtre
- La Vallée du Léopard : une pièce en trois actes (1943)